# Crítica y verdad
Crítica y verdad (título original: Critique et verité) es un ensayo del semiólogo francés Roland Barthes escrito en 1966, cuyo tema fundamental es qué se entiende por crítica literaria y cómo la misma ha de ejecutarse.

## Contexto
El ensayo se escribe al año siguiente de Nueva crítica o nueva impostura (Nouvelle critique ou nouvelle imposture), de Raymond Picard (1965). Picard, catedrático de La Sorbona y autoridad literaria en Racine, escribe el mencionado ensayo centrando sus ataques sobre todo en el libro anterior de Barthes, Sobre Racine (Sur Racine, 1963). Las acusaciones comprenden "impostar" y ejecutar trabajos "intelectualmente vacíos", entre otros. Luego de la publicación de Picard se adhieren a éste otros críticos en diversas revistas y hasta miembros de la Academia francesa. 

La crítica que encarna Barthes es, para aquellos, la de los "maniáticos del desciframiento". Por ello Barthes entiende que no se tolera que el lenguaje hable del lenguaje porque así se habla del poder, ya que en el lenguaje se sustenta el poder. Barthes llama a los partidarios de Picard "Estado literario" y resume, en la introducción, que la vieja crítica (Picard y otros) juzga lenguajes, en tanto que la nueva —en la que se incluye— sólo los distingue o separa.

Barthes se refiere a Picard muy a menudo en las notas, citándolo, y hasta en el ensayo mismo. 

Se ha observado que la polémica tenía otro fondo (una disputa institucional, entre La Sorbona y la École Pratique des Hautes Études). La concepción reinante sobre Jean Racine (que se triangula en Picard) era el ver en Racine una suerte de héroe literario, que sabía o era plenamente consciente de lo que escribía (lo que nada tiene que ver con la idea de virtuoso). Barthes, encuentra en Tótem y tabú (Freud) una descripción mejor para las obras de Racine: la de que tal conciencia era infundada. 

Así, luego de la polémica, Barthes se convierte en un emblema de la crítica literaria antiburguesa y de tintes izquierdistas (aunque Picard no fuera propiamente un conservador).

El ensayo está dividido en dos partes, precedidas de una suerte de introducción. Cada una de las dos partes a su vez se fracciona en apartados temáticos. La primera parte es, aunque teórica, un poco más panfletaria que la segunda.

## Lo verosímil crítico
Así define Barthes a la vieja crítica. Lo verosímil es lo que la opinión cree que es y no lo que ha sido (historia) ni lo que debe ser (ciencia). Por ende lo verosímil se aplica a la cultura de masas. A la vista de esta crítica, la nueva sería una teratología (contraria a la norma). Por lo que la vieja crítica cae en el juicio de valor y habla de la nueva en términos de enfermedad, pecado, etc.

## La objetividad
La objetividad (lo que es afuera) es una noción confusa en materia literaria; el hecho es que fue cambiando: fue, v. gr., las leyes del género y su respeto. Otra de estas pretendidas formas de objetvidad es la de orden lexicográfico (norma del diccionario). La construcción de la obra literaria desmiente estas normativas puesto que su construcción es una subversión de la norma. Barthes toma de ejemplo las réplicas de Proust, quien también fue acusado de incorrección. Otra supuesta objetividad es la de la "coherencia psicológica"; a este respecto Barthes ironiza que la vieja crítica, al entender la psicología de los personajes de Corneille según la imagen que se tenía de ellos, hace tautologías. La vieja crítica no insiste en las fuerzas en conflicto de la tragedia raciniana pues las ve como obvias; para Barthes eso también es un déficit: "La palabra hace de una relación consciente una relación fundamental y de ésta una relación escandalosa".

Cuando se habla de estructura de la obra (en la vieja crítica) se lo hace sin metodología (criterio escolar). Esas normas de análisis (lexicográfico, psicológico, estructural) son códigos (se basan en un modelo previo) y por ende la objetividad es un modelo. Picard encarnaría entonces un ingenuo pero altamente censor purismo.

## El gusto
El gusto funciona como valores que quisieran reputarse de ciencia. En este tenor Barthes denuncia otro ataque que la vieja crítica hace, esta vez al psicoanálisis. Allí es donde ve un maniqueísmo en "lo bajo del cuerpo", al considerárselo como primitivo y censurable. El psicoanálisis, entiende Barthes, puede ser discutible, sobre todo por razones psicoanalíticas: "Es una petición de principio atribuir un valor superior al 'pensamiento consciente'". Siguiendo a Jacques Lacan, para Barthes este maniqueísmo está sustentado en una perspectiva geométrica de la humanidad cuando esta no tiene ni alto ni bajo, ni adentro ni afuera.

## La claridad
Este tema se refiere al desprecio que se le hace a la nueva crítica por el "uso de jerga". La claridad se sustenta en una noción improbable de que el francés es una lengua más lógica que otras. Por ende, para Barthes, la vieja crítica no "remeda la lengua de los escritores clásicos" sino "su clasicismo". Actúa, dice Barthes, como un partido conservador que consiste en "no modificar en nada la separación y la distribución de los léxicos". Para Barthes, por más improbable que sea una jerga, no es inútil: el superyó, por ej., no es solo el sentido de la conciencia moral de la psicología clásica. "Hay una claridad en la escritura pero esa claridad tiene más relaciones con la Noche del tintero, de que hablara Mallarmé, que con los remedos modernos de Voltaire o de Nisard." La claridad no sería un atributo de la escritura, sino la escritura misma. La jerga, acusada de aparentar, está (en) y es el lenguaje mismo.

## La asimbolia
Esos mandatos de la vieja crítica (claridad, gusto, objetividad) tienen una conformación histórica, una genealogía. Los dos primeros en el siglo clásico, la objetividad en el XIX. 
 Otro mandato es el respeto de la literatura en su especificidad (otra tautología). La vieja crítica nada quiere decir de una estructura metodológica de la obra literaria (la toma como un "en sí"). Para analizar la obra, se debe, salir de ella, hacia otras disciplinas ya que su naturaleza, por simbólica, está atravesada de otros códigos. Por ende, para Barthes, la vieja crítica va a parar a la charla. Y por todo ello comprende Barthes que los escritores mismos fueron quienes tuvieron que hacer una crítica de la literatura (Mallarmé, Blanchot), así como también, que la escritura literaria, a veces, muestra las condiciones para el nacimiento de la crítica (caso de Proust) o la ausencia de la crítica (Blanchot). Este síndrome de la vieja crítica es la asimbolia: no percibe el carácter simbólico de todo tipo de escritura y entonces se apoya en la letra. "Es una singular lección de lectura la de discutir todos los detalles de un libro sin dar a pensar un solo instante que hemos percibido el proyecto de conjunto, es decir, el sentido". Siguiendo a J. M. G. Le Clézio Barthes entiende que los géneros son aparentes y que solo queda la escritura.

## La crisis del comentario
El escritor así se torna indiscernible del crítico en cuestión de valoración, "honor", y hasta de escritura. Los ejemplos de este cruce, es decir de escritores-críticos que da Barthes son San Ignacio de Loyola, Sade, Nietzsche, Lévi-Strauss, Lacan (este último exponiendo en sus famosas clases los conceptos con el ejemplo), quienes "dramatizando" —en el sentido que entiende Bataille en Loyola— el enunciado (la letra), lo ponen en duda. 
 Esto constituye "la crisis del comentario" y su consecuencia es la de tomar consciencia de lo simbólico del lenguaje o lo lingüístico del signo. La palabra, antes decoración, pasa a primer plano.

## La lengua plural
La obra cerrada (vieja crítica) es obra abierta (nueva crítica). Esta noción del símbolo, el simbolismo o lo simbólico de la obra literaria proviene de Eco y Lacan: es la pluralidad de sentidos constituyentes, no el simbolismo alegórico (el primero es arbitrario, el segundo es consecuente). Barthes sigue la noción de símbolo de Paul Ricoeur donde hay símbolo cuando hay "signo de grado compuesto". Existe históricamente un ir y venir de la consideración del símbolo, así en la Edad Media se gestan los 4 sentidos (literal, alegórico, moral, anagógico) y en el clasicismo se fijan con la consecuencia de la censura de la plurivalencia de esos sentidos cuando "La literatura es exploración el nombre". Así, el accionar de la vieja crítica es filológico (fija el sentido literal), mientras que el del lingüista instituye las ambigüedades. "La obra es para nosotros sin contingencia, y ello es quizá lo que mejor la define" (es decir es reticente a la "situación", aun cuando le es imposible).

 Hay dos sentidos de la obra: uno es el más cercano a la letra y clausura la obra y otro sentido (inspirado en Barthes por la función poética de Jakobson y el símbolo de Ricoeur) que es más esencial ya que es plural y por ende es un vacío de encubrimientos mostrados. Este segundo sentido se acerca a una "ciencia de la literatura" (que concordaría con la obra misma), y por lo cual la crítica en tanto tal siempre resultará fallida.

## La ciencia de la literatura
No se posee una ciencia de la literatura, sino una historia de la literatura (la crítica literaria). La ciencia de la literatura sería una disciplina de la forma, un estudio sobre la capacidad de engendrar sentidos (no un estudio sobre los sentidos). Su tarea es observar una gramaticalidad, una aceptabilidad —aquí Barthes sigue a Chomsky— de las obras literarias. Esa capacidad de engendrar sentido es un sentido en sí mismo pero operante. Bajo esta noción de ciencia de la literatura la obra se equipara al mito y carece de autor (ya que su capacidad operante es transubjetiva). La vieja crítica cree que el escritor poseía un sentido legal y por lo tanto se tiende a investigar al muerto y lo que lo rodea (época, género, léxico) como si se descifrará su intención (lo que comporta una reducción del símbolo a la anécdota), el desciframiento de un mito. La obra es de naturaleza mítica (naturaleza colectiva que más allá de sí misma se deshace), una naturaleza mítica que se ha apagado por la firma. Si ha de buscarse a Shakespeare no es que no se lo encontrará, sino que eso será deshacerlo. Esta ciencia de la literatura se ha de centrar en los signos inferiores a la frase (figuras, giros, nombres, etc.) y los superiores a la frase (relato, frases combinadas). 

## La crítica
La ciencia de literatura que promueve Barthes es virtual porque siempre será fallida. Ella solo puede equipararse a la obra misma (inmanencia): "nada hay más claro que la obra". La plurivalencia del sentido de la obra y la ciencia para ella dispuesta todo es significante; por lo tanto si algo de la obra queda fuera de la descripción, esta es imperfecta. A este fenómeno le llama "descuento de las unidades significantes" y este descuento puede esclarecer la información pero no la significación. Ese plano de significantes descontados, es decir omitidos por la estructura, esos datos raros, "menos notables", son anotables todavía gracias a la semántica ya que en esos significantes raros fue donde nació el imaginario propio de la obra (diferente al imaginiario colectivo). Ese significante descontado, dato raro, marca excepcional, sí corresponde a la lógica simbólica. Su excepción es una transformación o mutación dentro de los cánones de percepción de esta lógica. El psicoanálisis y la retórica, sin embargo, se han encargado de mostrar su movimiento, su accionar: son la elipsis, la metáfora, la antifrase (denegación). 
Otra acusación a la nueva crítica es la de "delirar" (evocar): "en crítica no es el objeto el que hay que oponer al sujeto, sino su predicado" esto es: prestar atención al individuo en su relación con el mundo simbólico y no tanto con un mundo imaginario (letra). Por no hacer esto la vieja crítica supone que el sujeto se "evacua" por el lenguaje (pero el sujeto es en realidad un vacío tejido por la palabra). 
En crítica no se ha de extraer el sujeto o la subjetividad —que se sugiere inexplicable (Picard)— sino que se le ha de devolver a ella su confusión con el predicado (el sujeto en el lenguaje es su predicado). Toda obra original crea una nueva "florescencia de símbolos" y la crítica transcribe esa mera imagen combinatoria y transformacional como perífrasis (rodeo sobre ella) y no como traducción (devolver el origen, es decir la obra misma). Así la objetividad promovida por la vieja crítica encerraría la idea de mensaje oculto y en cambio el crítico ha de recrear las metáforas del autor u obra porque toda metáfora es "un signo sin fondo". La mejor crítica ha de verse como inacabada porque ve en la obra la novedad que no puede hallar en otros códigos. La ironía ("la cuestión planteada al lenguaje por el lenguaje") es la actitud a tomar por el crítico ante las pretensiones científicas de la crítica, y uno de sus mejores ejemplos de esta ironía es la del novelista en relación con sus personajes (estos, que son esclavos de sus ideologías y por ende toman partido, son dispuestos por el novelista de tal modo que se perciba, gracias al arte narrativo, su necedad.)

## La lectura
El crítico a la manera de Picard estaría más cerca de sustituir el lector por el crítico. Este le dice al lector cómo leer. 
De las cuatro figuras en torno al libro en la Edad Media (scriptor, copia texto; compilator, elige texto; commentator, hace inteligible y nada más; y el auctor, escribe basándose en autoridades), el crítico es, para Barthes, el tercero, es decir un commentator (en el segundo ya empieza la alteración textual, citacionalmente). El carácter siempre en falta, por pleno, del discurso del crítico lo es por asertivo (toma posición al menos estética y corre el riesgo apofántico del verdadero-falso). Entre el lector y el crítico hay un resto, un abismo que se pierde, un territorio de deseo que permanece significante (es decir sin significado) y que Barthes llama "deseo de la obra". 